# John McQuaid
John McQuaid (* 24. Mai 1960) ist ein ehemaliger irischer Radrennfahrer.
1983 wurde John McQuaid irischer Meister im Straßenrennen, zwei Jahre später erneut. Ebenfalls 1985 gewann er das Rennen Tour of Armagh. 1988 belegte er Rang drei beim irischen Etappenrennen Rás Tailteann. Im selben Jahr startete er bei den Olympischen Spielen in Seoul. Im olympischen Straßenrennen belegte er Platz 49, mit dem irischen Team (Philip Cassidy, Cormac McCann, Stephen Spratt) wurde er 19. im Mannschaftszeitfahren. Beide Rennen wurden auch als Straßen-Weltmeisterschaften gewertet.
John McQuaid entstammt einer irischen Radsportfamilie: Sein Onkel Jim McQuaid war Radrennfahrer, ebenso dessen Söhne Paul, Pat, Kieron, Oliver und Darach. Sein Cousin Pat McQuaid war von 2005 bis 2013 Präsident des Weltradsportverbandes Union Cycliste Internationale. Oliver McQuaid startete bei den Olympischen Spielen 1976.